# 송내대로
송내대로(松內大路)(이전 명칭 : 중동대로)는 인천광역시 부평구 구산동 구산사거리와 경기도 부천시 오정구 삼정동 도두리2교 동단을 잇는 도로이다. 송내지하차도에서 무네미로와 직결되며 더 멀리는 영동고속도로로 강원특별자치도 원주시, 강릉시와도 직결된다. 또 송내지하차도를 진입하자마자 나오는 진출로를 통해 경인로와 무네미로를 이용할 수 있다. 또, 도두리2교 동단에서 벌말로와 직결되며, 인천광역시 계양구와 서울특별시 강서구, 김포시 고촌읍을 지나 올림픽대로와도 직결된다. 또 올림픽대로 종점인 강일 나들목에서 서울양양고속도로와도 연결된다.

## 역사
- 2009년 7월 10일 : 2개 이상 시·도에 걸쳐 있는 도로로 중동대로를 고시[1]
- 2010년 2월 25일 : 도로 위치 예측에 철도역 명칭을 사용하기로 결정하면서 도로명을 송내역에서 따온 송내대로로 변경[2]

## 주요 경유지
- 인천광역시
  - 부평구 구산동

- 경기도
  - 부천시 소사구 송내동 · 원미구 상동 · 소사구 송내동 · 원미구 (상동 · 중동 · 약대동) 오정구 삼정동

## 노선
| 이름                 | 접속 노선                                  | 소재지          | 소재지          | 비고              |
| 무네미로와 직결      | 무네미로와 직결                            | 무네미로와 직결 | 무네미로와 직결 | 무네미로와 직결   |
| -------------------- | ------------------------------------------ | --------------- | --------------- | ----------------- |
| 구산사거리           | 국도 제46호선 (경인로)                     | 인천광역시      | 부평구          | 송내지하차도 구간 |
| 송내역               |                                            | 경기도          | 부천시          | 송내지하차도 구간 |
| 송내역앞 교차로      | 부일로                                     | 경기도          | 부천시          | 송내지하차도 구간 |
| 법원사거리           | 상일로                                     | 경기도          | 부천시          | 송내지하차도 구간 |
| 복사골문화센터사거리 | 장말로                                     | 경기도          | 부천시          |                   |
| 넘말사거리           | 부흥로                                     | 경기도          | 부천시          |                   |
| 화목사거리           | 조마루로                                   | 경기도          | 부천시          |                   |
| 중동전화국사거리     | 소향로                                     | 경기도          | 부천시          |                   |
| 부천터미널 소풍      |                                            | 경기도          | 부천시          |                   |
| 중동대로사거리       | 길주로                                     | 경기도          | 부천시          |                   |
| 길주사거리           | 계남로                                     | 경기도          | 부천시          |                   |
| 중원고사거리         | 도약로                                     | 경기도          | 부천시          |                   |
| 부천체육관사거리     | 평천로                                     | 경기도          | 부천시          |                   |
| 아파트형공장삼거리   |                                            | 경기도          | 부천시          |                   |
| 지역난방공사삼거리   | 삼작로                                     | 경기도          | 부천시          |                   |
| 삼정고가차도         |                                            | 경기도          | 부천시          |                   |
| 삼정고가삼거리       | 국도 제6호선 국도 제77호선 아나지로 오정로 | 경기도          | 부천시          |                   |
| 중동대로입구         | 봉오대로                                   | 경기도          | 부천시          |                   |
| 벌말로와 직결        |                                            |                 |                 |                   |

## 주요 시설 및 건물
- 송내지하차도 (무네미로와 연결)
- 송내역 (경기도 부천시 소사구 송내대로 43) 송내역앞 교차로, 송내대로 표지판이 보인다.
- 구지공원
- 복사골문화센터

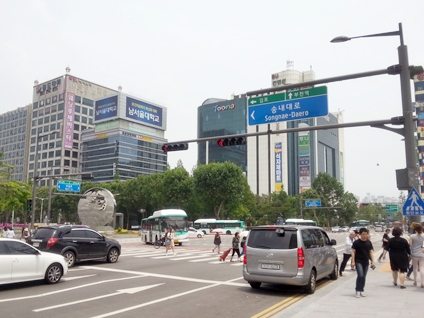
송내역앞 교차로, 송내대로 표지판이 보인다.

- 안중근공원 (경기도 부천시 원미구 송내대로 236)
- 부천터미널 소풍 (경기도 원미구 부천시 송내대로 239)
- 계남공원 (경기도 부천시 원미구 송내대로 262)
- 중원고등학교
- 부천체육관
- 부천테크노파크
- 삼정고가차도